# Penude
Penude es una freguesia portuguesa del concelho de Lamego, con 1293ha km² de superficie y 1.807 habitantes (2001). Su densidad de población es de 139,8 hab/km².